# Theronia wickhami
Theronia wickhami är en stekelart som beskrevs av Cockerell 1919. Theronia wickhami ingår i släktet Theronia och familjen brokparasitsteklar. Inga underarter finns listade i Catalogue of Life.